# Anna-Greta Remund
Anna-Greta Remund, född 11 oktober 1912 i Tierp i Uppsala län, död 13 oktober 1972 i Stockholm, var en svensk skulptör och målare. 
Remund studerade vid Konstfackskolan i Stockholm 1949–1954 och under studieresor till ett flertal europeiska länder och Nordafrika där hon målade ett antal tavlor från Saharaöknen. Hon medverkade i samlingsutställningar på Liljevalchs konsthall i Stockholm. Hennes bildkonst består av porträtt och landskapsmålningar utförda i olja eller akvarell samt mindre skulpturer i terrakotta och gips samt träreliefer. 